# صوت باطل

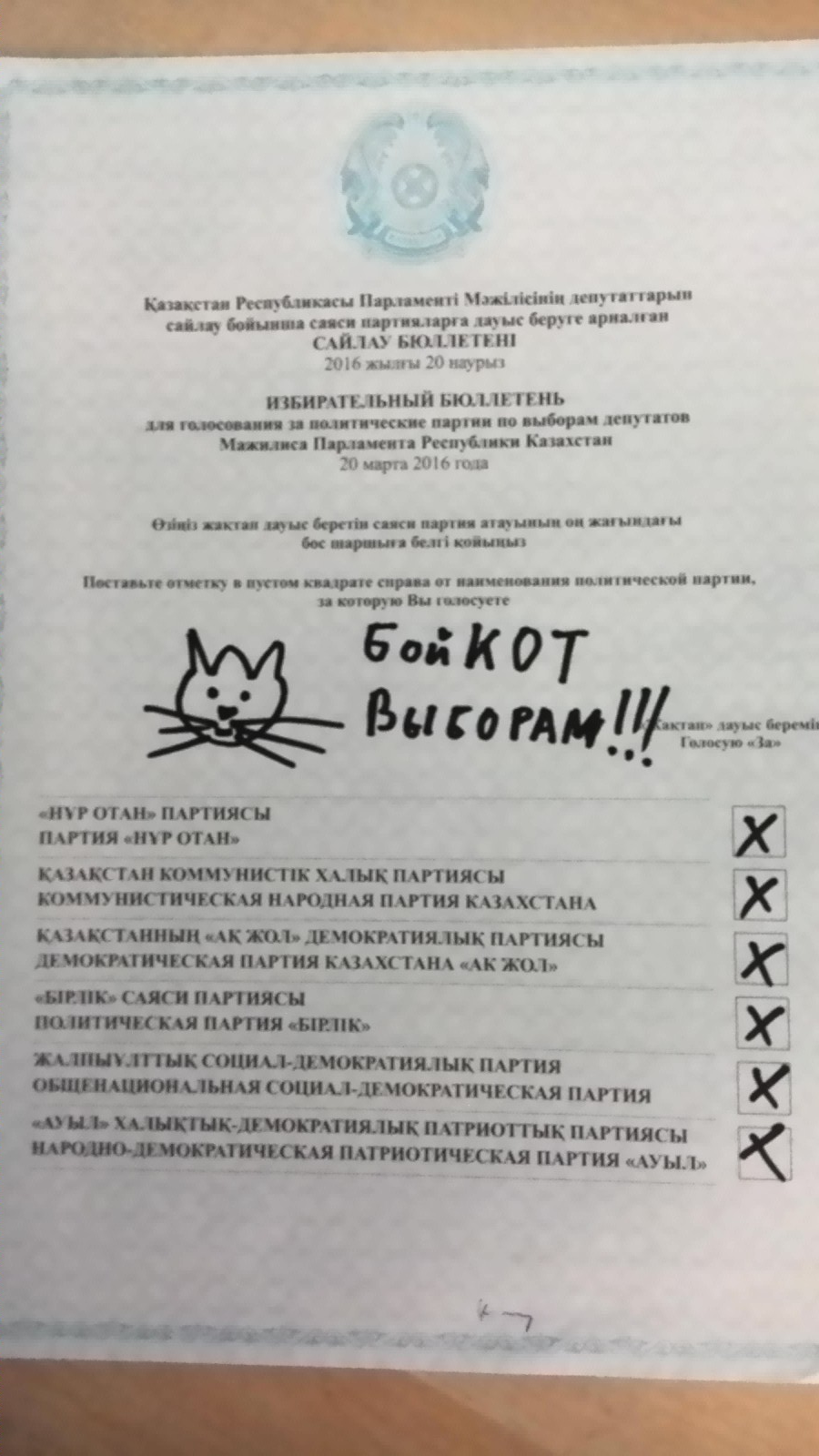

فيما يتعلق بالتصويت فإن الصوت الباطل أو «غير الصحيح» هو الذي تحسبه سلطة الانتخابات مخالفا لقواعد التصويت ولا يحسب في العد لصالح أي من الخيارات المطروحة للتصويت. وبطلان الصوت قد يكون عرضا، نتيجة خطأ من الناخب أثناء التصويت أو لجهله بقواعد التصويت، وقد يكون عمدا كضرب من التصويت الاحتجاجي.

## أنواع الأصوات الباطلة
مبطلات الأصوات تشمل:
- التصويت الناقص، بترك كل أو بعض الخيارات الواجب الاختيار منها في وروقة التصويت (إلا أن بعض الاقتراعات تشمل خيار «غير ما سبق» أو قد تحسب الصوت الأبيض كله على نحو خاص)
- استيفاء ورقة التصويت على نحو غير منطقي أو لا يتفّق مع قواعد التصويت:
  - التصويت الزائد باختيار عدد من الخيارات أكبر من المسموح به
  - إبداء الرأي في تصويت تفضيلي في غير الترتيب الطبيعي
  - التصويت على نحو يجعل رأي الناخب غير مفهوم
  - الإتلاف المادي لورقة التصويت
  - وضع علامات على ورقة التصويت غير تلك المطلوبة لإبداء الرأي، أو بما يفصح عن هوية الناخب بما يهدر الاقتراع السريّ

إذا ما أخطأ الناخب أثناء إبداء رأيه فقد يكون في وسعه، حسب نظام التصويت، تدارك الموقف وبدأ التصويت من جديد، على أن المعالجة الإدارية لذلك تختلف من نظام لآخر. في الولايات المتحدة يسمى الصوت الملغي بسبب خطأ «صوتا تالفا» تمييزا له عن «الصوت الباطل» الذي تم إدراجه، بينما في كندا يسمى النوع الأول «صوتا مرفوضا» والثاني «صوتا تالفا».

## الإبطال عمدا
قد يكون بطلان الصوت نتيجة تعمد الناخب، ويعّد ذلك تصويتا احتجاجيا، خاصة في النظم التي فيها التصويت واجب إبطال أصوات الناخبين الآخرين عمدا، أثناء التصويت أو بعده يعد تزويرا.
قد تصبح مصداقية التصويت محل شك إذا ما زادت نسبة الأصوات الباطلة عن المعتاد. إلا أنه في نظم الانتخاب التي تُحصي الأصوات الباطلة وتُعلن عددها في النتيجة النهائية للتصويت فإن الناخبين أحيانا ما يعمدون إلى إبطال أصواتهم للإعراب عن رفضهم المرشحين المعروضين عليهم.

## طالع كذلك
- حق التصويت للأجانب
- امتناع عن التصويت
- تصويت احتجاجي
- مقاطعة الانتخابات